# لين دا كيبرادا
لينا بيريرا دوس سانتوس (مواليد 1990) معروفة فنياً بإسم لين دا كيبرادا مغنية وممثلة وكاتبة سيناريو برازيلية وشخصية تلفزيونية.